# تيم ديكسترا
تيم ديكسترا (بالإنجليزية: Tim Dykstra)‏ هو  لاعب كرة يد أمريكي، ولد في 4 نوفمبر 1961 في ديترويت في الولايات المتحدة.

## وصلات خارجية
- تيم ديكسترا على موقع كلية كرة السلة في سبورتس رفرنس.كوم (الإنجليزية)
- تيم ديكسترا على موقع أوليمبيديا (الإنجليزية)